# Hygroplitis basarukini
Hygroplitis basarukini är en stekelart som beskrevs av Kotenko 1993. Hygroplitis basarukini ingår i släktet Hygroplitis och familjen bracksteklar. Inga underarter finns listade i Catalogue of Life.